# When You're Smiling
Pour les articles homonymes, voir Smile.
When You're Smiling (The Whole World Smiles With You)  (Quand vous souriez (Le monde entier vous sourit) en anglais) est un standard de jazz américain écrit et composé en 1928, par les auteurs-compositeurs Larry Shay, Mark Fisher, et Joe Goodwin. Il est interprété pour la première fois par Seger Ellis en 1928, et devient un des grands succès de l'Ère du Jazz en 1929, avec les enregistrements de Louis Armstrong.

## Historique
Louis Armstrong (1901-1971, un des plus célèbres jazzmans de l'histoire du jazz) reprend et arrange avec un important succès ce titre de 1928. Il l’enregistre le 11 septembre 1929 chez Okeh Records à New York, avec ses célèbres voix, trompette, et orchestre big band, un mois avant le Krach de 1929 de la Grande Dépression, pour en faire un standard de jazz, et un des grands succès de l'important répertoire de toute sa carrière :
- Quand tu souris, quand tu souris,
- Le monde entier te souris.
- Et quand tu ries, quand tu ries,

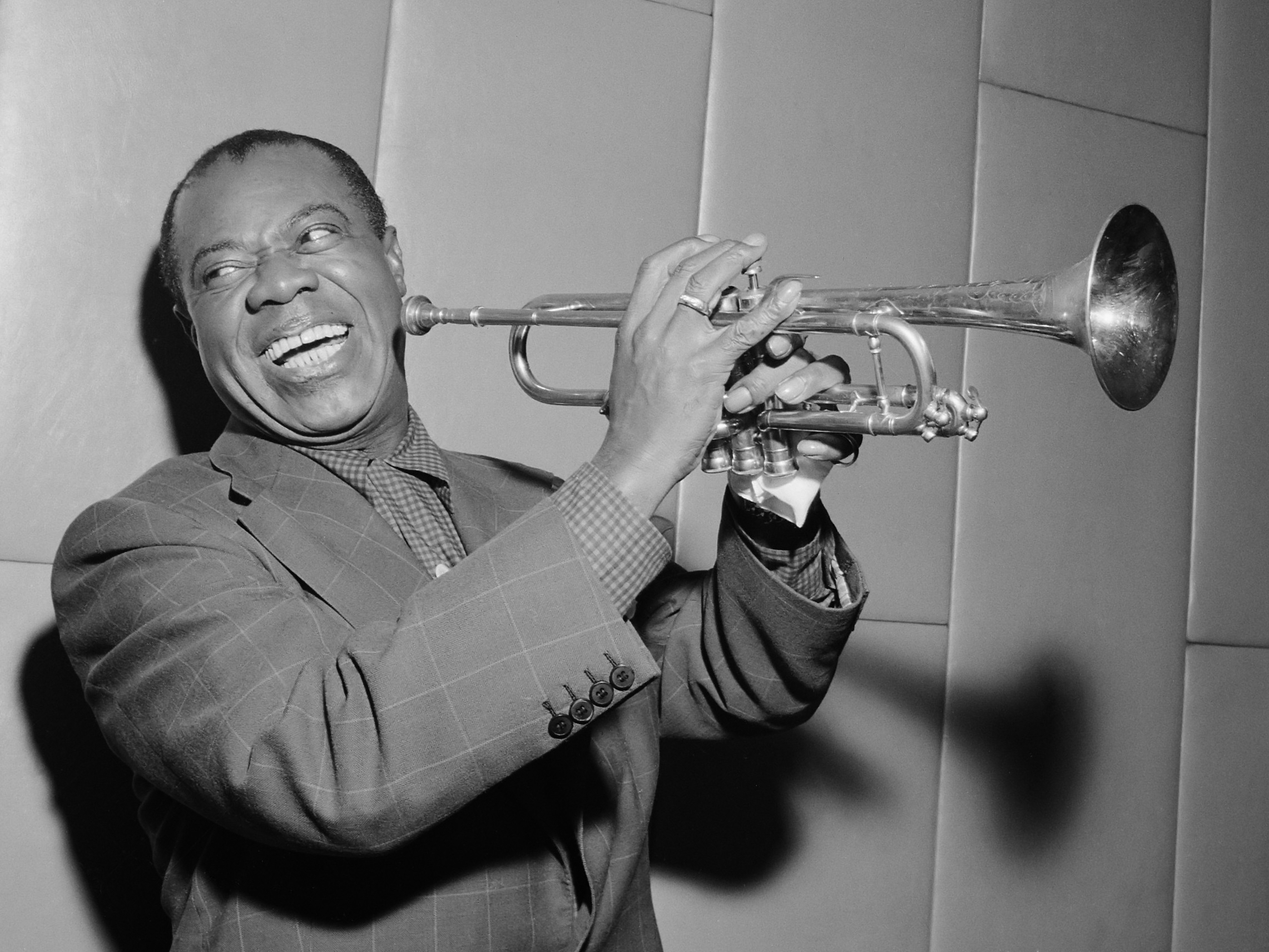
Louis Armstrong (1955)

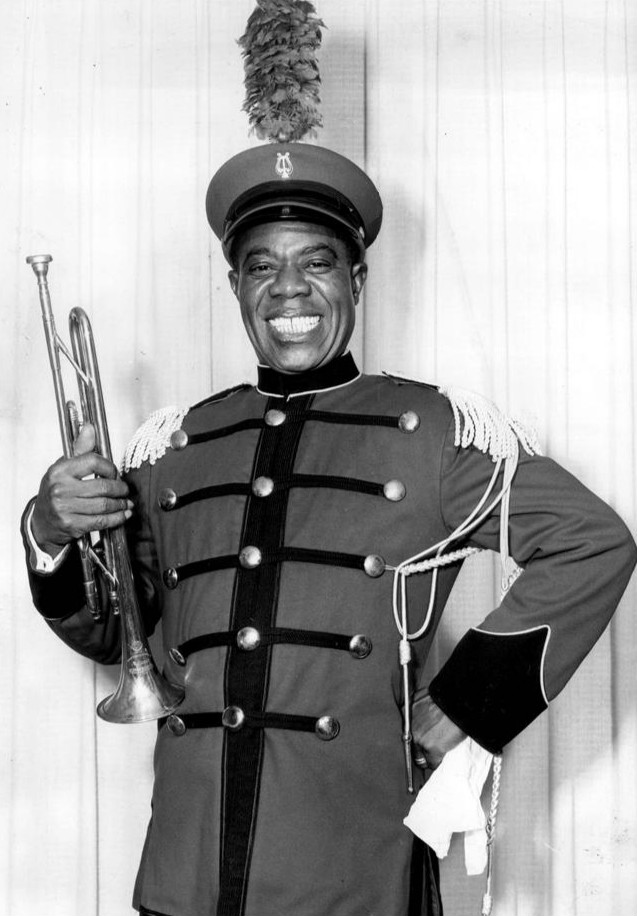
Louis Armstrong (1956)

- On dirait que le soleil illumine la pièce.

- Quand tu pleures
- C'est comme la triste pluie
- Alors, quand tu soupires
- Ne vas-tu pas retrouver ta bonne humeur à nouveau

- Quand tu souris
- Garde le sourire
- Et le monde entier te sourira

Ce standard de jazz est repris sous de nombreuses adaptations, et arrangements, par de nombreuses stars de l'histoire du jazz, dont Duke Ellington, Louis Prima, Benny Goodman, Nat King Cole, Billie Holiday, Ella Fitzgerald, Frank Sinatra, Dean Martin, Doris Day, Judy Garland... Le club de football anglais Leicester City Football Club en fait son hymne officiel. 

## Cinéma
De nombreux films le reprenne pour leur bande originale, dont :  
- 1950 : When You're Smiling, de Joseph Santley
- 1971 : Dollars, de Richard Brooks
- 1984 : Cotton Club, de Francis Ford Coppola, avec Richard Gere (chantée par Louis Armstrong)
- 1987 : The Lonely Passion of Judith Hearne, de Jack Clayton
- 1995 : Maudite Aphrodite, de Woody Allen
- 1999 : Mafia Blues, d'Harold Ramis, avec Robert De Niro
- 2016 : The Age of Shadows, de Kim Jee-woon